# 渡辺はま子
渡邊 はま子（わたなべ はまこ、1910年（明治43年）10月27日 - 1999年（平成11年）12月31日）は戦前から戦後の日本の歌謡界で活躍した女性流行歌手。神奈川県横浜市平沼出身。本名 加藤 濱子。生涯横浜で過ごした。愛称は「おはまさん」。

## 経歴
横浜生まれで、文字通りハマっ子の渡邊は、美貌で知られた歌手であった。女子師範学校の英語教師、渡辺近蔵（？- 1941年9月19日）と鞠（？- 1955年5月15日）の次女として生まれた。兄と姉がいた。マリの祖父が日系アメリカ人だった。1929年（昭和4）捜真女学校普通科卒業。後に川崎市に転居し、御幸尋常小学校（現在の川崎市立御幸小学校）に入学したが、3年生のときに父の勤務する横浜の女子師範学校の付属小学校に転校する。この小学校時代に、担任の先生に楽譜の読み書きを教わり、興味を持ったことが音楽を志した最初のきっかけだったといわれている。行動的でおてんばな女の子であったが、このバイタリティは彼女の生涯を貫いた。

### デビューからビクター移籍
1933年（昭和8年）「武蔵野音楽学校」（後の武蔵野音楽大学）卒業。立松ふさに師事。卒業後は、横浜高等女学校（後の横浜学園高等学校）で音楽教師をしていたが、同年にポリドールの歌手テストを受け、『山形新聞』懸賞入選の新民謡「最上川小唄」を吹き込む。ポリドールでは結局この1曲のみで終わった。音楽学校在学中に指導を受けた徳山璉の推薦もあり、同年12月にビクターから「海鳴る空」でデビューした。
1934年（昭和9年）、日比谷公会堂で開催されるビクター歌手総出演のアトラクション「島の娘」に主演のはずであった小林千代子が突然失踪する。急遽 渡辺が代役に抜擢され、漁師の娘を演じる。以降ビクター在籍中はアトラクションに度々出演し、藤山一郎や古川ロッパらの相手役を務めている。
同年のJ.Oスタヂオ映画『百万人の合唱』に出演するために勤務先の横浜高女を休んだことが問題になり、保護者らが学校に抗議。これが新聞沙汰となる。1935年（昭和10年）の秋には教職を辞し、渡邊はビクターの流行歌手に専念することとなる。同年、夏川静枝の朗読によるハンセン病患者に取材した放送劇「小島の春」のラジオ主題歌「ひとり静」を歌い、初のヒット曲となる。この曲をきっかけに、渡邊は終生を通じ、ハンセン病患者の病院の慰問を続けた。特に岡山愛生園では、療養所歌として今も愛唱されている。

### 「ネエ小唄」騒動
1936年（昭和11年）、「忘れちゃいやヨ」をレコーディング。作曲者の細田義勝に歌中の「ネエ」の部分の歌い方を何度も指導されて、本人は辟易して歌ったが、その直後に早稲田大学野球部の応援歌の発表会で歌ったところ、観客に大ウケしたため、本人にもヒットの予感があったという。ところが、発売から3ヵ月後、ちょうどヒットの兆しが見えた頃に、内務省から『あたかも娼婦の嬌態を眼前で見るが如き歌唱。エロを満喫させる』と指摘され、ステージでの上演とレコードの発売を禁止する統制指令が下る。
ヒットを惜しんだビクターは、改訂版として「月が鏡であったなら」とタイトルを変更し歌詞の一部分を削除してレコードを発売、大人気を得る。しかし、このヒットによりこの種の曲『ネエ小唄』ブームが起こり、「あゝそれなのに」（美ち奴、のち発売禁止）「ふんなのないわ」（ミス・コロムビア）「憎いわね」などの類似曲を続々と生み出す結果となった。
この状況を快く思わなかった軍部が主導になり、日本における流行歌の傾向を意図的に変えさせようと、「国民歌謡」を誕生させるキッカケとなる。渡邊も続いて、「とんがらかっちゃ駄目よ」をヒットさせるが、ビクターの内紛と一連のネエ小唄騒動で、1年間の休業をすることになった。

### コロムビア移籍
1937年（昭和12年）4月、コロムビアに移籍。翌年、皮肉にも流行歌の浄化を統制された国民歌謡の「愛国の花」が、渡邊にとっての移籍後のヒット曲第一号となる。この頃から、戦時下の上海など戦地への慰問も積極的に行うようになり、「支那の夜」「広東ブルース」などの大陸を題材にした曲目が徐々に増え、人々からは『チャイナ・メロディーの女王』『チャイナソングのおハマさん』と呼ばれ支持された。そのため、慰問先の満州から松平晃が持ち帰った「何日君再来」（訳詞長田恒雄）も渡邊が唄い、レコードが日本で発売されることになった。
さらに、当時はテイチクの専属であった満州の大陸女優、李香蘭主演の大ヒット映画の主題歌をコロムビアから国内で日本語で発売する際には、渡邊がレコーディングした。「いとしあの星」「蘇州夜曲」といった曲は渡邊、李両者の持ち歌として大ヒットを記録している。
1941年（昭和16年）、渡邊が新聞に掲載された記事に感動し、是非とも歌謡曲としてレコード化したいと台湾総督府に申し入れ、レコード・リリースした「サヨンの鐘」もヒット。その後も「風は海から」「花白蘭の歌」など、日本のトップ歌手して活躍。スクリーンにおいても既に1937年（昭和12年）に新興映画『庭の千草』に主演していた他、東宝映画『ロッパ歌の都へ行く』『ロッパの新婚旅行』『エノケンの孫悟空』などに出演している。特に『ロッパの新婚旅行』では、声楽家役として出演し、クラシックの歌曲を原語で高らかに歌い上げているのは、元音楽教師の面目躍如であった。

### 戦後
戦地への慰問として訪れていた大陸の天津で終戦を迎え、捕虜として1年間の収容所生活を余儀なくされる。が、その間も渡邊はま子は、日本人捕虜仲間を美しい歌声で慰めることを忘れなかった。日本へ帰国後、外地から引き揚げてきた兄とようやく再会する事ができるが、不慮の病で失うという不幸に見舞われた。
1947年（昭和22年）に結婚し、歌手活動の傍ら横浜で花屋を営みながら、「雨のオランダ坂」「東京の夜」といったヒット曲を飛ばし続けた。
1950年（昭和25年）、敗戦後初めての日本人の芸能使節団として、小唄勝太郎、三味線けい子らと共に、祖父の眠るアメリカ各地を公演。帰国後は、古巣のビクターに移籍し、「火の鳥」「桑港のチャイナ街」などのちに代表曲となるヒット曲を出す。
1952年（昭和27年）、NHKラジオ『陽気な喫茶店』を司会していた松井翠声の元に送られてきた、フィリピンの日本人戦犯が作詞作曲した曲「あゝモンテンルパの夜は更けて」を渡邊がレコード化。日本国政府の厚生省復員局と渡邊の奔走で、モンテンルパ市のニューピリビット刑務所へ慰問コンサートが実現。フィリピン政府当局に減刑、釈放を嘆願し、当時のフィリピンの元首であったキリノ大統領に日本人戦犯の釈放を決断させ、全員の日本への帰国が実現したことは、渡邊の歌手人生におけるハイライトといえる。「あゝモンテンルパの夜は更けて」が発売された昭和27年当時は鎌倉扇ヶ谷に転居。現在の鎌倉歴史文化交流館付近である。
1951年（昭和26年）の第1回『NHK紅白歌合戦』では、紅組トリを務めた。昭和40年代には、東海林太郎らと共に歌手協会の発展に尽力し、1973年（昭和48年）には紫綬褒章を受章。暮れには、同年に受章した藤山一郎と共に『NHK紅白歌合戦』に特別出演し、「桑港のチャイナ街」を熱唱している。(藤山は、「長崎の鐘」を歌唱した)。渡邊は特別出演も含めて『NHK紅白歌合戦』に計9回出場している（下記参照）。

### 晩年
1981年（昭和56年）、勲四等宝冠章を受章。テレビやラジオになお活躍を続けたが、1985年（昭和60年）におしどり夫婦として知られた渡邊の夫である米軍の通訳をしていた加藤貞治が亡くなったショックもあり、この頃から認知症を発症したという。異変に気付いた家族からの忠言を受けて、1989年（平成元年）に引退。ただし、引退を決意する以前にオファーがあったステージ等は引退後も約束通りこなし、翌1990年（平成2年）6月19日には水戸市の県民文化センターでの、地元銀行主催「年金受給者の集い」に特別出演し、好評を博している。
引退後は認知症の進行及び脳梗塞に倒れたこともあり、家族以外の者との会話がほぼ困難になり（最後に第三者と会話が成立したのは、1993年（平成5年）の藤山一郎没後に藤山未亡人へお悔やみの電話をした時と長女は語っている）、最晩年は寝たきりの生活であった。亡くなる5日前の1999年（平成11年）のクリスマスの日、長女が渡邊にモンテンルパ慰問の際に録音したテープを聞かせると、普段は病気のため表情を変えることのなかった渡邊が長女の言葉に何度も頷き、一筋の涙を流したという。
死後は遺言に従い親族だけで密葬を済ませ、2000年（平成12年）1月、かつての所属会社であるビクターから、正式にその訃報が明らかにされた。戒名は寶樹院薫國妙音日濱清大姉。墓所は横浜の妙香寺。

## 代表曲
- 「ひとり静」（1934年（昭和9年）2月発売）
- 「忘れちゃいやヨ」（1936年（昭和11年）3月発売）
- 「とんがらかっちゃ駄目よ」（1936年9月発売）
- 「民謡組曲　祇園会」（1936年7月JOBKローカル初演、1937年7月19日全国放送、作曲：内田元）
- 「愛国の花」（1938年（昭和13年）12月発売）
- 「支那の夜」（1938年12月発売）
- 「広東ブルース」（1939年（昭和14年）1月発売）
- 「何日君再来」 （1939年8月発売）
- 「長崎のお蝶さん」（1939年9月発売）
- 「いとしあの星」（1940年（昭和15年）1月発売）
- 「りぼんむすめ」（1940年6月発売）
- 「蘇州夜曲」（1940年8月発売、共唱：霧島昇）
- 「サヨンの鐘」（1941年（昭和16年）11月発売）
- 「明日の運命」（1941年（昭和16年）発売,　共唱：霧島昇）
- 「西貢だより」（1942年（昭和17年）7月発売、共唱：藤山一郎）
- 「風は海から」「翡翠の歌」（1943年（昭和18年）1月発売、東宝映画『阿片戦争』挿入歌）
- 「花白蘭」（1943年2月発売）
- 「夏子の歌」（1943年10月発売、共唱：楠木繁夫）
- 「夢見る扇」（1946年（昭和21年）9月発売）
- 「ほんのり花嫁」（1946年10月発売）
- 「雨のオランダ坂」（1947年（昭和22年）1月発売）
- 「東京の夜」 （1947年5月発売、共唱：藤山一郎）
- 「旅空夜空」（1948年（昭和23年）4月発売）
- 「アデュー上海」（1948年11月発売）
- 「波止場通りの唄」（1949年（昭和24年）5月発売）
- 「おらんだ船」（1949年9月発売）
- 「いつの日君帰る」（1950年（昭和25年）2月発売）

戦前に自身も吹き込んだ「何日君再来」をモチーフとした曲。新東宝映画『いつの日君帰る』の同名主題歌として発表。
- 「そんな娘がいるかしら」（1950年5月発売）
- 「ヨコハマ物語」（1950年6月発売）
- 「火の鳥」（1950年10月発売、共唱：宇都美清）
- 「桑港のチャイナ街」（シスコのチャイナタウン） （1950年11月発売）

作詞：佐伯孝夫、作曲：佐々木俊一
記念すべき第1回NHK紅白歌合戦で紅組トリを飾った、戦後最大の代表作ともいえる作品。
- 「そばの花咲く」 （1951年（昭和26年）1月発売）
- 「チャンウェイ・チャンウェイ（薔薇處處開）」 （1951年3月発売）
- 「夢の彼の君（夢中人）」（1951年3月発売）
- 「七つの星座」（1951年6月発売、共唱：宇都美清）
- 「峠を越えて帰ろうよ」（1951年7月発売）
- 「マンボ・チャイナ」 （1951年12月発売）
- 「チャイナボート」（1952年（昭和27年）4月発売）
- 「マンボ上海」（1952年5月発売）
- 「雨の長崎」（1952年6月発売）
- 「チャイナムーン」（1952年8月発売）
- 「あゝモンテンルパの夜は更けて」（1952年9月発売、共唱：宇都美清）
- 「悲しみの丘」（1952年9月発売）
- 「マニラの夜」（1953年（昭和28年）5月発売）
- 「あゝモンテンルパの丘に泣く」（1953年5月発売）
- 「蘇州舟唄」（1953年5月発売）
- 「晩香玉（ワンシャンユィ）は夢の花」（1953年10月発売）
- 「この太陽」（1954年（昭和29年）3月発売、共唱：小畑実）
- 「薔薇色のブルース」（1954年5月発売）
- 「青い星のブルース」（1954年11月発売）
- 「懐かしのブエノスアイレス」（1954年3月発売）
- 「波止場のチャイナ娘」（1955年（昭和30年）6月発売）
- 「カサブランカの夜」（1958年（昭和33年）12月発売）
- 「日本の母の詩」（1979年（昭和54年）発売）
- 「サンライズ・イン・ヨコハマ」（1982年（昭和57年）発売）

## NHK紅白歌合戦出場歴
| 年度/放送回               | 放送日   | 会場                       | 回 | 曲目                         | 出演順  | 対戦相手    | 備号        |
| ------------------------- | -------- | -------------------------- | -- | ---------------------------- | ------- | ----------- | ----------- |
| 1951年（昭和26年）/第1回  | 1月3日   | NHK東京放送会館第1スタジオ | 初 | 桑港のチャイナ街             | 7/7     | 藤山一郎    | 紅組トリ    |
| 1952年（昭和27年）/第2回  | 1月3日   | NHK東京放送会館第1スタジオ | 2  | 火の鳥                       | 12/12   | 藤山一郎(2) | 紅組トリ(2) |
| 1953年（昭和28年）/第4回  | 12月31日 | 日本劇場（日劇）           | 3  | あゝモンテンルパの夜は更けて | 16/17？ | 林伊佐緒    |             |
| 1954年（昭和29年）/第5回  | 12月31日 | 日比谷公会堂               | 4  | 東京の薔薇                   | 15/15   | 霧島昇      | 紅組トリ(3) |
| 1956年（昭和31年）/第7回  | 12月31日 | 東京宝塚劇場               | 5  | 桑港のチャイナ街             | 22/24   | 伊藤久男    |             |
| 1957年（昭和32年）/第8回  | 12月31日 | 東京宝塚劇場               | 6  | 夜来香                       | 18/25   | 藤山一郎(3) |             |
| 1958年（昭和33年）/第9回  | 12月31日 | 新宿コマ劇場               | 7  | 長崎のお蝶さん               | 14/25   | 伊藤久男(2) |             |
| 1964年（昭和39年）/第15回 | 12月31日 | 東京宝塚劇場               | 8  | 桑港のチャイナ街             | 04/25   | 藤山一郎(4) |             |
| 1973年（昭和48年）/第24回 | 12月31日 | NHKホール                  | ー | 桑港のチャイナ街             | (19/23) | (藤山一郎)  | 特別出演    |

- このうち、第6回・第7回・第8回・第9回・第15回は渡邊の歌のラジオ中継の音声が現存し、第24回は渡邊の歌唱映像（カラー）が現存する。

## 受賞歴
- 紫綬褒章 - 1973年（昭和48年）
- 勲四等宝冠章 - 1981年（昭和56年）
- 日本レコード大賞
  - 特別賞 - 1973年（昭和48年）、1982年（昭和57年）
  - 特別功労賞 - 2000年（平成12年）

## 出演テレビ番組
- なつかしの歌声（東京12チャンネル、現・テレビ東京）
- 思い出のメロディー（NHK）
- 年忘れにっぽんの歌（テレビ東京）
- 昭和歌謡大全集（テレビ東京）
- 木曜ゴールデンドラマ「花も嵐も踏み越えて 西条八十の愛と歌」（読売テレビ）

## 渡邊はま子を演じた女優
- 五大路子 - 舞台『奇跡の歌姫／渡辺はま子』（2001年（平成13年）3月28日 - 4月3日、ランドマークホール）
- 麻倉未稀 - ミュージカル『モンテンルパの夜はふけて』（2007年（平成19年）7月19日 - 7月22日、東京芸術劇場）[10]
- 薬師丸ひろ子 - ドラマ『戦場のメロディ』（2009年（平成21年）9月12日、フジテレビ）
- 斉藤由貴 - 舞台『奇跡のメロディ』（2010年（平成22年）9月6日 - 23日、シアタークリエ）[11][12]
- 島田歌穂 - 舞台『モンテンルパ』（2021年（令和3年）1月23日 - 30日、東京芸術劇場シアターウエスト初演）[13][14]